# ダグラス DC-1
DC-1
トランスコンチネンタル・アンド・ウエスタン・エアのDC-1
- 用途：旅客機、プロトタイプ
- 製造者：ダグラス・エアクラフト
- 運用者：トランスコンチネンタル・アンド・ウエスタン・エアなど
- 初飛行：1933年7月1日
- 生産数：1機
- 退役：1940年
- 運用状況：全機退役

ダグラス DC-1（Douglas DC-1）は、アメリカのダグラス・エアクラフト社が開発した12座席の旅客機である。1機だけ製作された、DCシリーズのプロトタイプ。
このプロトタイプ（原型機）をもとに機体を延長する改良を行い14座席とした機体がDC-2であり、そちらは200機ほど生産された。さらに機体サイズを拡大して21座席とされたDC-3は第二次世界大戦で輸送機としても使われ、1万機以上が生産されることになった。

## 運用の経緯
DC-1の初飛行は1933年7月1日に行われた。半年にわたる試験中に試験飛行と、フォード トライモーターやフォッカー旅客機を使用している航空会社に対するデモ飛行を200回以上行った。13時間5分のアメリカ大陸横断飛行記録をつくった。
（なおトランス・ワールド航空はエンジンを強化し14座席に改造した量産型を20機注文し、これがDC-2となった。）
この原型機のDC-1は1938年7月15日、イギリスのフォーブス卿に販売され、しばらく使われた後、同年10月フランスを経由してスペインの航空郵便会社Líneas Aéreas Postales Españolas (L.A.P.E.) に売却された。その後スペイン共和国空軍の輸送機として使われ 、1939年7月から、イベリア航空でNegron号として運用されたが、1940年12月にマラガに不時着し、修理不能となり廃却された。

## 諸元（DC-1）
- 乗員： 2
- 乗客： 12
- 全長： 18.29 m
- 翼幅： 25.91 m
- 全高： 4.88 m
- 翼面積： 87.5 m2
- 空虚重量： 5,343 kg
- 運用時重量： 7,938 kg
- 動力： ライト SGR-1820-F3 9気筒星型エンジン 710 hp (530 kW)  × 2
- 最高速度： 338 km/h
- 巡航速度： 306 km/h （高度8,000ft）
- 航続距離： 1,610 km
- 出典：[3]